# Ann Nicholson
Ann E. Nicholson es una informática australiana. Es la decana interina de la Facultad de Informática de una de las mayores universidades de Australia, la Universidad de Monash, en Melbourne. Es una destacada investigadora internacional en el área especializada de las redes bayesianas.

## Trayectoria profesional
Nicholson completó su licenciatura y su máster en Informática en la Universidad de Melbourne. En 1988, obtuvo una beca Rhodes en Oxford. Aquí realizó su doctorado en el Grupo de Investigación de Robótica. Tras empezar a trabajar en Estados Unidos en 1992 como investigadora posdoctoral en la Universidad de Brown, en Rhode Island, en 1994 asumió un puesto de profesora en la Universidad de Monash.
Ha publicado más de 100 artículos, con más de 5000 citas, incluyendo la coautoría de los principales libros de su área de investigación especializada: la Inteligencia Artificial Bayesiana.